# Михайлик Сергій Віталійович
Сергі́й Віта́лійович Миха́йлик (4 грудня 1989, с. Прохорівка, Канівський район, Черкаська область, Українська РСР — 31 травня 2017, м. Дніпро, Україна) — український військовик, десантник, старший солдат Збройних сил України (80 ОДШБр та 72 ОМБр), учасник російсько-української війни на сході України.

## Життєпис
Народився 1989 року в селі Прохорівка на Черкащині. Закінчив Сушківську восьмирічну школу (с. Сушки), продовжив навчання в Келебердянській школі (с. Келеберда). Здобувши середню освіту, поїхав на навчання до Черкас, де опанував професію муляра-плиточника. Після проходження строкової служби в армії повернувся до рідного села, працював за наймом на прохорівських базах відпочинку, допомагав батькам вести господарство.
Під час російської збройної агресії проти України 2015 року був призваний на військову службу за частковою мобілізацією. Воював у складі 80-ї десантно-штурмової бригади. 1 квітня 2016 року демобілізувався, влаштувався на роботу в Каневі, але наприкінці січня 2017-го вирішив повернутися на фронт і підписав контракт із ЗСУ.
Старший солдат, кулеметник 72-ї окремої механізованої бригади, в/ч А2167, м. Біла Церква.
30 (за іншими даними 13-го) травня 2017 року дістав тяжке поранення у голову в результаті обстрілу проросійськими терористами опорного пункту в районі м. Авдіївка. Перебував у критичному стані, 31 травня помер в Обласній клінічній лікарні ім. Мечникова у м. Дніпро.
Похований 2 червня на кладовищі рідного села Прохорівка. П'ять років тому батьки втратили молодшого 19-річного сина Олександра, а тепер попрощалися зі старшим — Сергієм.

## Нагороди та вшанування
- Указом Президента України № 175/2017 від 5 липня 2017 року, «за особисту мужність, виявлену у захисті державного суверенітету та територіальної цілісності України, самовіддане виконання військового обов'язку», нагороджений орденом «За мужність» III ступеня (посмертно)[4].
- 21 грудня 2017 року у Прохорівському сільському парку Слави відкрито пам'ятний знак полеглим за Україну землякам Сергію Михайлику та Богдану Кикотю[5].